# Oboe pícolo

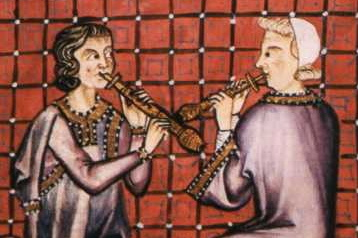
Miniatura de las Cantigas de Santa María.

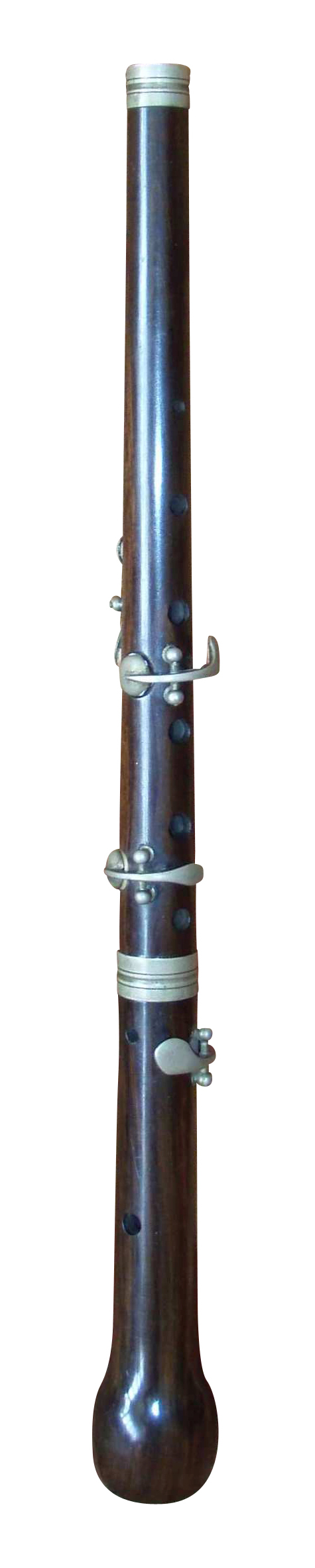
Ejemplar de palo de rosa.

El oboe pícolo (u oboe musette, en francés) es el más pequeño y agudo miembro de la familia del oboe. Afinado en Mi bemol o en Fa por encima del oboe (instrumento afinado en Do), el oboe pícolo es una versión en sopranino del oboe, como es el clarinete en Mi {\displaystyle \flat } o el requinto con respecto al clarinete en Si {\displaystyle \flat }.

## Fabricante
Los oboes pícolo son producidos por los fabricantes franceses F. Lorée y Marigaux (afinado en Fa, equivalente a un corno inglés transportado a una octava aguda) y la marca italiana Fratelli Patricola (afinado en Mi {\displaystyle \flat }). Lorée llama a sus instrumentos "oboe pícolo", y Marigaux y Patricola los llaman oboe musette. Un instrumento puede costar entre 6.000 y 7.500 dólares.[cita requerida]

## Repertorio
El instrumento ha encontrado su mayor uso en la música de cámara y en los círculos vanguardistas, donde es valorado por el color inusual de su timbre. Quizás las piezas más conocidas para oboe pícolo son el Solo y el Concierto para oboe y orquesta nº. 2, ambas de Bruno Maderna. También se emplea este instrumento en música de películas.[cita requerida]